# Garadzkija (album)
Garadzkija – debiutancki album białoruskiego zespołu rockowego Garadzkija, wydany w 2003 roku. Początkowo płyta nosiła roboczy tytuł Ja – nelehał, ostatecznie jednak została zatytułowana nazwą zespołu. W 2005 roku wytwórnia West Records wydała reedycję albumu. 

## Wydanie albumu
Na początku 2002 roku grupa przygotowała zawierający cztery utwory maxi singel Sini apelsyn, będący zapowiedzią przyszłej studyjnej płyty zespołu. Oprócz piosenki tytułowej, skomponowanej do tekstu białoruskiego pisarza Adama Hlobusa, znalazł się na nim także utwór „Toj, što pryjdzie paśla”, który trafił w październiku 2002 roku na playlistę białoruskiego oddziału Radia Swoboda. Album Garadzkija został wydany w 2003 roku i zaprezentowany w mińskim klubie Reaktar 7 listopada, w urodziny wokalisty zespołu. Na płycie znalazło się trzynaście utworów, w tym akustyczna piosenka „Na dałoni”, która w późniejszym okresie wydana została w wersji elektrycznej na albumie D.P.B.Cz. zespołu N.R.M..

## Lista utworów
| Nr  | Tytuł utworu                 | Alternatywna pisownia tytułu | Długość |
| --- | ---------------------------- | ---------------------------- | ------- |
| 1.  | „Nia rvi sabie žyćcio”       | «Ня рві сабе жыцьцё»         | 0:37    |
| 2.  | „Kaŭbasić dy pluščyć”        | «Каўбасіць ды плюшчыць»      | 3:47    |
| 3.  | „Jak manekien”               | «Як манэкен»                 | 4:04    |
| 4.  | „Mianie niasie”              | «Мяне нясе»                  | 4:15    |
| 5.  | „Jak ty pachnieš viasnoj”    | «Як ты пахнеш вясной»        | 3:24    |
| 6.  | „Sam na sam”                 | «Сам на сам»                 | 4:08    |
| 7.  | „Karamba”                    | «Карамба»                    | 4:13    |
| 8.  | „A ŭ lesie, lesie...” (lud.) | «А ў лесе, лесе...»          | 3:08    |
| 9.  | „Toj, što pryjdzie paśla”    | «Той, што прыйдзе пасьля»    | 4:05    |
| 10. | „Sini apelsyn”               | «Сіні апэльсын»              | 5:00    |
| 11. | „Na kraj”                    | «На край»                    | 4:17    |
| 12. | „Nelehał”                    | «Нэлегал»                    | 5:03    |
| 13. | „Na dałoni”                  | «На далоні»                  | 2:31    |
|     |                              |                              | 48:32   |

## Twórcy

### Garadzkija
- Pit Paułau – gitara, wokal
- Dzianis Sawik – gitara
- Alaksiej „Rudolf” Rudau – gitara basowa
- Aleh „Alezis” Dziemidowicz – perkusja

### Muzycy gościnni
- Dana – chórki
- Masud Talebani – darbuka
- Nasta Niamszon – cymbały
- Kastuś Karpowicz – puzon
- Iwan Kaurecki – trąbka

### Pozostali
- Zoja Łucewicz – projekt artystyczny
- Uładzimir Cesler – logotyp
- Ihar Nazaranka – design
- Hienadź Syrakwasz – dźwięk[10]